# Сакеллариу, Рита
Рита Сакеллариу (греч. Ρίτα Σακελλαρίου; 22 ноября 1934, Chamezi, Крит, Вторая Греческая Республика — 6 августа 1999, Афины, Греция) — греческая певица.

## Биография
Рита родилась 22 октября 1934 года. В 12 лет она была вынуждена бросить школу, чтобы зарабатывать на жизнь в попытках помочь своей семье. Она продавала хлеб и лимоны на улицах Пирея. Позже, в 1950-х годах, она работала на фабриках; но после первого брака вновь стала испытывать трудности со средствами к существованию, в результате чего была вынуждена собирать мусор в трущобах. Затем Рита вышла замуж за борца Стефаноса Сидиропулоса, имеющего прозвище «Белый ангел», с которым она познакомилась в Салониках в 1969 году. Они заключили брак спустя год.
За свою карьеру певицы они записала множество хитов, в том числе «Istoria Mou, Amartia Mou», «An Kano Atakti Zoi», «Aftos O Anthropos», «Paranomi Mou Agapi» и «Ena Tragoudi». 14 марта 2010 года Alpha TV назвал Сакеллариу 17-й артисткой истории в новой эре (которая началась в 1960 году).
В последние годы они проживала в районе Неа-Смирни города Афины.

### Смерть
В 1998 году она и её друг Лакис Коррес отправились в короткий отпуск в Эпидавр. Там она почувствовала себя плохо, скорчившись в ванной от ужасной боли. В больнице медицинские осмотры подтвердили, что она страдала от рака легких.
Сакеллариу скончалась 6 августа 1999 года в возрасте 64 лет, проведя 40 дней в больнице в Афинах. До этого она лечилась в Мемориальном онкологическом центре в Нью-Йорке. По словам Лакис, последними словами Риты были: «О, Лакис, а мне еще так много предстоит сделать!»
У нее остались четверо сыновей и дочь, двое детей от первого брака и трое детей от второго. Она была похоронена 9 августа на Первом афинском кладбище.